# Matka (dramat)
Matka – dramat autorstwa Stanisława Ignacego Witkiewicza napisany w 1924 r. 
Dramat opatrzony jest autorską adnotacją Niesmaczna sztuka w dwóch aktach z epilogiem; dedykowany Mieczysławowi Szpakiewiczowi.
Utwór jest groteskowym przedstawieniem relacji syna Leona Węgorzewskiego z jego matką – Janiną, opierających się na wyzysku tej drugiej, zwłaszcza na tle finansowym. Witkacy, ustami stworzonego przez siebie bohatera, wyraża gros swoich poglądów – przede wszystkim związanych z wyznawanym przezeń katastrofizmem (m.in. kategorie: mechanizacji ludności, upadku sztuki, religii i filozofii). Dramat jest także karykaturą reprezentacyjnych pozycji społecznych, klasowej (według pochodzenia) struktury społecznej oraz współczesnych ustrojów politycznych. 
Matka to sztuka teatralna utrzymana w tonacji czarno-białej (poza nielicznymi kolorowymi rekwizytami wprowadzanymi zaledwie kilka razy w trakcie jej trwania), co zostaje wyraźnie podkreślone w didaskaliach.

## Fabuła
Bohaterem Matki jest Leon Węgorzewski, który dzięki pomocy finansowej od własnej matki – Janiny Węgorzewskiej – trwoni czas na rozważania i tworzenie własnego manifestu ideologicznego. Zawiedzione ambicje oraz długotrwała praca polegająca na szydełkowaniu doprowadzają matkę na skraj ślepoty, alkoholizmu i uzależnienia od narkotyków. Kiedy syn osiąga wreszcie wysoką pozycję finansową i polityczną, dzięki prostytuowaniu się, szpiegostwu oraz kontaktom z podejrzanym środowiskiem, Janina czuje się wyobcowana i nie może odnaleźć się w nowych realiach. Dramat kończy się śmiercią matki podczas spotkania towarzyskiego, w trakcie którego wszyscy bohaterowie znajdują się pod wpływem kokainy. W narkotycznym widzie Leon lekceważy jej zgon, a kiedy w epilogu dokonuje próby rehabilitacji, okazuje się, że znajduje się w zamkniętym pomieszczeniu i jest obserwowany przez wszystkie pozostałe postaci. Na końcu zostaje dokonany na nim samosąd przez sześciu robotników w imię demokracji. Przegrywa więc zarówno na tle politycznym, jak i rodzinnym.

## Niektóre osoby dramatu
- Janina Węgorzewska – matka, lat 54.
- Leon Węgorzewski – syn, lat 30.
- Zofia Plejtus – kochanka Leona, lat 24
- Joachim Cielęciewicz – dyrektor teatru, lat 60.
- Lucyna Beer – bogata dama pochodzenia semickiego; Leon jest utrzymankiem.

Utwór ukazał się m.in. w wyborze dramatów pt.: Stanisław Ignacy Witkiewicz – Dramaty pod edycją Konstantego Puzyny (PIW, 1962).